# Diego de León y Navarrete
Diego de León y Navarrete (Còrdova, Andalusia, 1807 - Madrid, Castella, 15 d'octubre de 1841) fou un militar espanyol.

## Carrera militar
El 1824 ingressà amb el grau de capità en el regiment d'Almansa, 1r de dragons, passant després a la guàrdia reial de cavalleria, on va rebre el grau de comandant que desenvolupava en esclatar la guerra civil. A les ordres d'Alaix, i comandant el regiment d'hússars, prengué part en la persecució de Gómez, contribuint molt principalment a la derrota sofrida a la batalla de Villarrobledo el 20 de setembre de 1836 per l'agosarat general d'En Carles.
Ascendit a brigadier, prengué part en la batalla de Gra el 12 de juny de 1837. Després de distingir-se en els combats d'Aranzueque i Huerta del Rey, fou ascendit a mariscal de camp, i anomenat comandant general de Navarra, comandància d'estat poc satisfactori, i el mateix succeïa a les tropes que posaven a les seves ordres, que acabaven de retornar de perseguir a En Carles, cansades, nues i amb moltes baixes.
Després de reorganitzar la seva divisió decidí apoderar-se de Belascoain, punt que els carlins havien fortificat, impedint amb aquest fet, l'abastiment de Pamplona. En contra de l'opinió del general Alaix, virrei de Navarra, decidí emprendre l'operació sota la seva responsabilitat. S'apoderà el 28 de gener de 1838, primer del poble i després, mercès a un moviment envoltant, del pont de Belascoain, victòria per la qual fou premiat amb la creu de Sant Ferran i el títol de comte de Belascoain.
Pacificades les províncies del Nord, passà amb les seves tropes a Aragó, on va tindre alguns rosecs amb Espartero, i havent-lo nomenat la Reina governadora tinent general, no volgué admetre el grau fins a guanyar-lo en els camps de batalla de Segura, Castellote, Morella i Berga. El 1840 fou nomenat capità general de Castella la Nova, i com que no podia prendre possessió, per haver esclatat la revolució quan arribà, es limità a prendre el comandament de les tropes que no s'havien pronunciat i es trobaven acantonades a Tarancón, on i va romandre, observant el moviment, sense fustigar-lo.
Vencedor Espartero i col·locat al front del Govern, aconsellà a en León que dimitís del càrrec i sol·licités llicència per l'estranger. León marxà a França, retornant poc temps després a Madrid, on es posà amb contacte amb O'Donnell que trenava un pla per apoderar-se de la reina Isabel II d'Espanya, i portar-la a les Províncies Basques, on havia d'acudir Maria Cristina per fer-se càrrec del Govern. L'arriscada missió d'apoderar-se de la reina havia estat confiada a León i Concha.

## Revolta avortada
La tarda del 7 d'octubre de 1841, hores abans de la fixada pel pla, començà el general Concha el moviment, revoltant el regiment del príncep i dirigint-se a palau, on foren detinguts pels alabarders, travant-se una lluita a les escales. Quan arribà el general León, acompanyat de Pezuela, eren inútils tots els esforços: la insurrecció havia avortat, i encara que tractaren de revoltar algunes forces de la guarnició, no ho aconseguiren sinó en una petita part, i atacats per la resta, la milícia nacional i els alabarders, hagueren d'emprendre la fugida. El general León va perdre el seu cavall en fugir cap a la Puerta de Hierro; marxà una estona a peu per la carretera de Castella, comprà un altre cavall a uns caçadors de la Guàrdia que trobà casualment, i veient prop de Colmenar Viejo un esquadró d'hússars que el perseguia, baixà del cavall i esperà tranquil·lament que el capturessin. No volgué escoltar les súpliques del capità de l'esquadró, el seu antic ajudant Laviña, ni acceptar els seus oferiments de fugir amb ell a Portugal, i ordenà que complís amb el seu deure portant-lo a Madrid i assegurant-li que Espartero no l'afusellaria.

Gran Creu d'Isabel la Catòlica que posseïa Diego León, i que portava posada en el seu afusellament

## Judici i condemna
El regent no va intervenir directament en el seu procés i deixà que es complís la llei, ja que era tan evident la participació de Diego León en el moviment i tan comprometedors els documents que li trobaren a sobre, que el Consell de guerra no tingué més remei que condemnar-lo a mort. Foren inútils les súpliques que de tots cantons s'alçaren perquè Espartero indultes al valent general, i la sentencia es complí el 15 d'octubre. Diego León conservà la serenitat fins a l'últim moment, i es diu que en arribar al lloc de l'afusellament, va dir al seu defensor Roncali, reparant en els fusells dels soldats:
| « | Se me figura que no me van a dar; ¡son tantas las veces que me han tirado de cerca i no me han acertado! | » |

Des d'abril de 1892, i per donació del duc d'Ahumada, es conserva en el Museu d'Artilleria la banda de la Gran Creu d'Isabel la Catòlica que lluïa en el pit el general León en ser afusellat. La banda està foradada per les bales i tacada de sang.